# Crepidotus roseoornatus
Crepidotus roseoornatus är en svampart som tillhör divisionen basidiesvampar, och som beskrevs av Pöder och Ferrari. Crepidotus roseoornatus ingår i släktet rödmusslingar, och familjen Crepidotaceae. Arten har ej påträffats i Sverige.